# علامات الكنيسة الأربعة
صفات الكنيسة، أو علامات الكنيسة الأربعة، والتي وردت في قانون الرسل وهو وثيقة ترقى للنصف الأول من القرن الثاني للمسيحية، ثم وردت في ختام قانون الإيمان الذي صيغ في مجمع نيقية عام 350، ومجمع القسطنطينية الأول عام 381، وتشكل أساس الوحدة بين المسيحيين في الشرق والغرب.
- واحدة: لأن مؤسسها واحد وهو المسيح، وكما أن الجسد واحد بأعضاء كثيرة، هكذا الكنيسة واحدة وتدعى جسد المسيح، ومكونة من كنائس محلية عديدة هي أعضاء الجسد. وهي واحدة، لأنّ أبنائها من «البابا وحتى أصغر علماني مؤمن، مجمعون إجماعًا موحدًا شاملاً على حقائق الإيمان والأخلاق».[2]
- جامعة: لأنها لم توجد لصالح شعب واحد أو أمة واحدة، بل للبشرية جمعاء، ولأن كل الناس مدعوون إليها، وقد قال البابا بندكت الخامس عشر: «كنيسة المسيح لا يونانية ولا رومانية ولا صقلبية، بل هي يونانية ورومانية وصقلبية في آن واحد»؛ وتوسع التعليم اللاحق في المجمع الفاتيكاني الثاني بالشرح بأنّ «أرسلت الكنيسة إلى كل الشعوب في كل الأزمنة، وفي كل الأماكن فهي تلا ترتبط بأي عرق أو أمة ولا بأية طريقة حياة خاصة، ولا بأية عادة قديمة أو حديثة».[3] وهو لكونها جامعة فهي «دلالة وحدة الجنس البشري، الذي هو في تصميم الخالق، والمصالح بالمسيح الذي هدم حاجز الكراهية القائم بين العوالم المتنازعة»، كما ينصّ تعليم الكنيسة الكاثوليكية.[4][5]
- مقدسة: لأن الله القدوس يعمل فيها ويقودها، ولأن جميع أعضائها مدعوون للقداسة. وكما يقول البابا يوحنا بولس الثاني: «وهي وإن كانت مقدسة باتحادها بالمسيح، لكنها لا تملّ من التوبة، لأنها تحمل أمام الله والناس مسؤولية أبنائها الخطأة».[6]
- رسولية: لأن تلاميذ المسيح، الرسل الإثني عشرهم أساسها، وهي تتمسك بتقليدهم، وبقيادة خلفائهم الأساقفة.